# Humphrey Morrey
Humphrey Morrey nebo Murrey (asi 1650, Anglie – 1716, Filadelfie) byl první starosta Filadelfie. Nebyl zvolen, ale dosazen Williamem Pennem. Byl předkem zpěváka, herce a politického aktivisty Paula Robesona. Morrey patřil k 15 zakladatelům Cheltenham Township.
Do Filadelfie přišel v roce 1683 a pracoval jako obchodník. V roce 1685 byl jmenován smírčím soudcem. V roce 1687 a znovu v roce 1690 byl vybrán do zemského sněmu. V chartě z 20. března 1691, kterou byla Filadelfie začleněna jako město, byl Morrey jmenován starostou. Délka jeho funkčního období byla 10 roků. V roce 1701 byl Edward Shippen jmenován Pennem na jednoroční období. Znovu byl zvolen na druhé. Starostové Filadelfie byly od té chvíle voleni na jeden rok až do roku 1887, kdy se funkční období prodloužilo na čtyři roky.